# Maisoncelle-et-Villers
 Maisoncelle-et-Villers  là một xã ở tỉnh Ardennes, thuộc vùng Grand Est ở phía bắc nước Pháp.